# Pedro Salinas

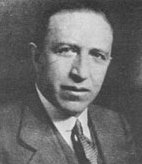
Pedro Salinas

Pedro Salinas y Serrano (* 27. November 1891 in Madrid; † 4. Dezember 1951 in Boston) war ein spanischer Schriftsteller und Dichter. Er war Mitglied der Generación del 27 und einer der größten spanischen Liebesdichter. Seinen Lebensabend verbrachte er im Exil in den Vereinigten Staaten.

## Biografie
Pedro Salinas wurde als Sohn des Kaufmannes Pedro Salinas Elmas und dessen Frau Soledad Serrano Fernández geboren. Er studierte Recht, Philosophie und Sprachen. Sein Leben widmete er der Lehre an verschiedenen Universitäten. Seine Karriere begann er als Lektor für Spanisch an der Sorbonne (1914–1917).
Dort schrieb er ebenfalls seine Doktorarbeit im Bereich der Philologie und entwickelte eine große Leidenschaft für das Werk von Marcel Proust, dessen Werk À la recherche du temps perdu er ins Spanische übersetzte. Im Jahre 1915 heiratete er Margarita Bonmatí Botella, eine junge Frau aus Santa Pola bei Alicante, deren Vater ein Industrieller war und Brennereien in Argel besaß. Jeden Tag schrieb Salinas seiner Frau Liebesbriefe, welche von seiner Tochter Soledad Salinas in Cartas de amor a Margarita (1912–1915) zusammengestellt wurden. Pedro und seine Frau hatten auch einen Sohn, Jaime Salinas, der Herausgeber und Schriftsteller war. Jaime gewann einen Preis für sein Buch Travesias: Memorias (1925–1955). 1918 bekam Pedro einen Lehrstuhl an der Universität Sevilla, wo er Luis Cernuda unterrichtete. 1922/23 lehrte er in Cambridge und danach in Murcia (1923–1925). 
Im Jahre 1925 gab er eine modernisierte Version von El Cantar del Mio Cid heraus. Ein Jahr später ging er an die Universität Complutense Madrid, wo er 1932 die Zeitschrift Índice Literario herausgab, um über Neuheiten in der spanischen Literatur zu berichten. Er schrieb außerdem für Los Cuatro Vientos. Zwischen 1928 und 1936 war er am Centro de Estudios Históricos als Forscher für den Bereich der modernen Literatur tätig. Er wurde zum Professor der Escuela Central de Idiomas und zum Generalsekretär der Universidad Internacional de Verano de Santander ernannt. 
Dort lernte er im Sommer 1932 eine nordamerikanische Studentin, Katherine R. Whitmore, die später an der Universität Berkeley und Northampton (Massachusetts) Professorin für spanische Sprache und Literatur sein sollte, kennen. Für sie schrieb er die Trilogie La voz a ti debida, Razón de amor und Largo lamento. Diese Romanze blieb bestehen, obwohl Katherine in die Vereinigten Staaten zurückkehrte, um ihr Studium fortzusetzen. Sie kehrte 1934/1935 zurück, doch Salinas Frau entdeckte die Affäre und versuchte sich zu töten. Zuvor hatte Katherine versucht die Affäre zu beenden, doch der Spanische Bürgerkrieg und das Exil von Salinas in Nordamerika erschwerten die Situation. 1939 heiratete Katherine ihren Kollegen Brewer Whitmore und ihre Beziehung zu Salinas brach ab. 
Der spanische Bürgerkrieg überraschte Salinas in Santander. So begab er sich in die USA, wo er an der Universität des Wellesley College und an der Johns Hopkins University  von Baltimore unterrichtete. Im Sommer 1943 nahm er eine Stelle an der Universität von Puerto Rico an. 1946 kehrte er an die Johns-Hopkins-Universität  zurück. Fünf Jahre später, 1951, starb er in Boston. Er ist auf dem Friedhof San Juan de Puerto Rico begraben. Pedro Salinas gilt als einer der großen Autoren der Generación del 27. Zu seinen herausragenden Werken zählen Presagios, Razon de amor und Largo lamento.

## Werk
Im Vergleich zu Salinas kritischem Werk ist seine Poesie herausragend. Gerardo Diego, ebenfalls Mitglied der Generación del 27, bezeichnete einst sein Werk als auténtica, bella e ingeniosa, also als authentisch, schön und geistreich. Ohne Zweifel bildet seine Umgebung und sein Leben die Grundlage für sein Schaffen, auch wenn sie in seinen Werken idealisiert werden. In seiner Poesie wird Avantgarde mit Tradition verknüpft. Das zentrale Thema in seiner Poesie ist die Liebe. Er zählt neben Gustavo Adolfo Bécquer oder Vicente Aleixandre (ebenfalls Mitglied der Generación del 27) zu den größten spanischen Liebesdichtern. 
Von Kritikern wird sein Werk häufig in drei Phasen eingeteilt. Die erste Phase (1929–1931) ist die Zeit in der Salinas seine Identität sucht. Die Werke, die er in dieser Zeit verfasst, sind sehr von der „poesía pura“ (reine Poesie) von Juan Ramón Jiménez beeinflusst. Seine Gedichte zeichnen sich durch expressive Einfachheit aus, obgleich die erfinderische, intellektuelle Tonart durchscheint. Der Einfluss von Luis de Góngora ist deutlich zu erkennen. Er beschäftigt sich zu dieser Zeit mir den Themen Liebe, der Menschlichkeit und der Weltbetrachtung. 
Das zentrale Thema in seiner zweiten Schaffensphase (1933–1938) ist die Liebe, was in seinen Werken wie unter anderem La voz a ti debida sehr deutlich wird. Jedoch redet er nicht über die abstrakten Formen der Liebe, sondern über die alltägliche, konkrete Liebe. Er beschreibt das Liebesabenteuer in einer mechanischen Welt. Eine besondere Note verleiht Salinas seinen Gedichten durch die Verwendung des Personalpronomens tú (du). 
Die dritte Phase seines Schaffens (nach 1938) ist von seinem Leben im Exil gezeichnet. Die Liebesthematik muss anderen, ernsteren Themen weichen. So thematisiert er beispielsweise 1950 in La bomba increíble die Atombombe.

## Lyrik
- Presagios, M., Índice, 1923.
- Seguro azar, M., Revista de Occidente, 1929.
- Fábula y signo, M., Plutarco, 1931.
- La voz a ti debida, M., Signo, 1933.
- Razón de amor, M., Ediciones del Árbol; Cruz y Raya, 1936.
- Error de cálculo, México, Imp. Miguel N. Lira, 1938.
- Lost Angel and other poems, Baltimore, The Johns Hopkins Press , 1938 (Antología bilingüe con poemas inéditos. Trad. de Eleanor L. Thurnbull).
- Poesía junta, Bs. As., Losada, 1942.
- El contemplado (Mar; poema), México, Nueva Floresta; Stylo, 1946.
- Todo más claro y otros poemas, Bs. As., Sudamericana, 1949.
- Poesías completas, M., Aguilar, 1955 (Incluye el libro inédito Confianza).
- Poesías completas, M., Aguilar, 1956 (Edición de Juan Marichal).
- Volverse sombra y otros poemas, Milán, All'insegna del pesce d’oro, 1957.
- Poesías completas, B., Barral, 1971.

## Narrative Texte
- Vesperas del gozo, 1926
- La bomba increíble, 1950
- Es desnudo impecable y otras narraciones, 1951

## Drama
- La cabeza de Medusa, 1952
- La estratosfera, 1952
- La isla del tesoro, 1952

## Kritische Werke und Essays
- La Literatura Española Siglo XX, 1941
- Jorge Manrique, 1947
- La poesía de Rubén Darío, 1948
- El defensor, 1948

## Deutsche Ausgaben
- Die Rätsel-Bombe. Eine Fabel vom Weltuntergang und Glauben. Limes 1959. Übersetzt und mit einem Nachwort versehen von Eduard Fey.
- Die Verteidigung des Briefes. Ein Essay. Klett-Cotta 1988. Aus dem Spanischen von Wilhelm Muster. ISBN 978-3-1290-7270-7
- Gedichte. Suhrkamp Verlag 1990 (zweisprachig).  Mit einer Hommage von Jorge Guillén. ISBN 978-3-518-22049-8

## Links
- Literatur von und über Pedro Salinas im Katalog des Ibero-Amerikanischen Instituts in Berlin
- Literatur von und über Pedro Salinas im Katalog der Deutschen Nationalbibliothek
- Gedichte von Pedro Salinas
- Audio Pedro Salinas trägt eines seiner Gedichte vor
- Dort wo die Liebe ihr Unendliches findet